# سیمرغ بلورین بهترین طراحی صحنه جشنواره فیلم فجر
سیمرغ بلورین بهترین طراحی صحنه جایزه‌ای ‌است که هرساله در جشنوارهٔ فیلم فجر به بهترین طراح صحنه اهدا می‌شود.

## فهرست برندگان
| دوره | سال  | بهترین طراح صحنه                        | نام فیلم                      |
| ---- | ---- | --------------------------------------- | ----------------------------- |
| ۱    | ۱۳۶۱ | این جایزه وجود نداشت                    | این جایزه وجود نداشت          |
| ۲    | ۱۳۶۲ | این جایزه وجود نداشت                    | این جایزه وجود نداشت          |
| ۳    | ۱۳۶۳ | این جایزه وجود نداشت                    | این جایزه وجود نداشت          |
| ۴    | ۱۳۶۴ | این جایزه وجود نداشت                    | این جایزه وجود نداشت          |
| ۵    | ۱۳۶۵ | این جایزه وجود نداشت                    | این جایزه وجود نداشت          |
| ۶    | ۱۳۶۶ | محسن شاه‌ابراهیمی سعید جلالی             | پرستار شب                     |
| ۷    | ۱۳۶۷ | محسن مخملباف                            | بایسیکل‌ران                    |
| ۸    | ۱۳۶۸ | مجید میرفخرایی                          | آخرین پرواز                   |
| ۹    | ۱۳۶۹ | حسن فارسی                               | پرده آخر                      |
| ۱۰   | ۱۳۷۰ | حسن فارسی                               | ناصرالدین شاه اکتور سینما     |
| ۱۱   | ۱۳۷۱ | رضا علاقه‌مند سعید مترصد                 | هنرپیشه                       |
| ۱۲   | ۱۳۷۲ | ملک‌جهان خزایی                           | بلندی‌های صفر                  |
| ۱۳   | ۱۳۷۳ | مجید میرفخرایی                          | روز واقعه                     |
| ۱۴   | ۱۳۷۴ | جمشید آهنگرانی                          | خواهران غریب                  |
| ۱۵   | ۱۳۷۵ | امیر اثباتی                             | سرزمین خورشید                 |
| ۱۶   | ۱۳۷۶ | امیر اثباتی ملک جهان خزایی و مجتبی راعی | بانوی اردیبهشت تولد یک پروانه |
| ۱۷   | ۱۳۷۷ | بهناز نازی علی فداکار                   | هیوا                          |
| ۱۸   | ۱۳۷۸ | ژیلا مهرجویی                            | بوی کافور عطر یاس             |
| ۱۹   | ۱۳۷۹ | ایرج رامین‌فر عبدالحمید قدیریان          | سگ‌کشی مریم مقدس               |
| ۲۰   | ۱۳۸۰ | ژیلا مهرجویی                            | خانه‌ای روی آب                 |
| ۲۱   | ۱۳۸۱ | به کسی اعطا نشد                         | به کسی اعطا نشد               |
| ۲۲   | ۱۳۸۲ | امیر اثباتی                             | دوئل                          |
| ۲۳   | ۱۳۸۳ | امیر اثباتی                             | خیلی دور، خیلی نزدیک          |
| ۲۴   | ۱۳۸۴ | ایرج رامین‌فر                            | شاهزاده ایرانی                |
| ۲۵   | ۱۳۸۵ | محسن نوروزی                             | روز سوم                       |
| ۲۶   | ۱۳۸۶ | ژیلا مهرجویی شعله نواب تهرانی           | آتش سبز                       |
| ۲۷   | ۱۳۸۷ | آتوسا قلمفرسایی ایرج رامین‌فر            | وقتی همه خوابیم               |
| ۲۸   | ۱۳۸۸ | عباس بلوندی                             | شب واقعه                      |
| ۲۹   | ۱۳۸۹ | ایرج رامین‌فر                            | جرم                           |
| ۳۰   | ۱۳۹۰ | عباس بلوندی                             | ملکه                          |
| ۳۱   | ۱۳۹۱ | آتوسا قلمفرسایی                         | حوض نقاشی                     |
| ۳۲   | ۱۳۹۲ | شراره سروش مجید میرفخرایی               | همه‌چیز برای فروش رستاخیز      |
| ۳۳   | ۱۳۹۳ | محسن نصراللهی                           | اعترافات ذهن خطرناک من        |
| ۳۴   | ۱۳۹۴ | محمدرضا شجاعی                           | ایستاده در غبار               |
| ۳۵   | ۱۳۹۵ | بهزاد جعفری طادی                        | ماجرای نیمروز                 |
| ۳۶   | ۱۳۹۶ | عباس بلوندی                             | سرو زیر آب                    |
| ۳۷   | ۱۳۹۷ | کیوان مقدم                              | غلامرضا تختی                  |
| ۳۸   | ۱۳۹۸ | کیوان مقدم                              | خورشید                        |
| ۳۹   | ۱۳۹۹ | سهیل دانش‌اشراقی                         | روزی روزگاری آبادان           |
| ۴۰   | ۱۴۰۰ | محمدرضا شجاعی                           | ضد                            |
| ۴١   | ۱۴۰١ | محمدرضا شجاعی                           | شماره ۱۰ و غریب               |
| ۴۲   | ۱۴۰۲ | کامیاب امین عشایری                      | تابستان همان سال              |
| ۴۳   | ۱۴۰۳ | کیوان مقدم                              | موسی کلیم‌الله                 |